# Miroslav Klega
Miroslav Klega (* 6. März 1926 in Vítkovice; † 25. Juni 1993 in Ostrava) war ein tschechischer Komponist.
Der Sohn des Musikdirektors Ludvík Klega wuchs nach dessen Tod unter der Vormundschaft des Schriftstellers Vojtěch Martínek auf. Er studierte am Prager Konservatorium bei Karel Hoffmeister, Jaroslav Křička und Václav Talich und am Konservatorium von Bratislava bei Eugen Suchoň und Ján Cikker.
Er gehörte in Ostrau zu den Gründern des Petr-Bezruč-Theaters und gründete dort eine Zweigstelle des tschechischen Komponistenverbandes. 1953 war er Mitbegründer des Konservatoriums, dessen Direktor er 1967
wurde. Ab 1973 war er Redakteur und Regisseur beim Tschechoslowakischen Rundfunk. 1990 wurde er als Vertreter des Ostrauer Bürgerforums Mitglied des Tschechischen Nationalrates.
Klega komponierte Film- und Schauspielmusiken, sinfonische Werke, Klavierstücke, Chorwerke und Lieder. Für die Musik zum Film Mária Justinová wurde er bei den Filmfestspielen von Marienbad ausgezeichnet. Die University of Cambridge verlieh ihm für seine Verdienste um die europäische Musik eine Goldmedaille.

## Werke (Auswahl)
- 5 Madrigale für Männerchor, 1949
- Räubereinfälle (Zbojnické nápady) für Klavier, 1953
- Legt die Laute weg (Odložte loutnu), Lied für Bariton und Laute nach Jack London, 1957
- Nokturno für Klavier, 1958
- Guten Abend Blues (Dobrý večer, blues), 1960
- Die Aussage eines einsamen Wanderers (Výpoveď osamělého pěšáka), 1969
- Geschichten und Wunder (Příběhy a zázraky), Ballettsymphonie, 1979